# Apeadero de Paranheiras
El Apeadero de Paranheiras es una plataforma ferroviaria desactivada de la Línea del Corgo, que servía a la localidad de Vilarinho das Paranheiras, en el ayuntamiento de Chaves, en Portugal.

## Historia
Esta plataforma se situaba en el tramo entre las Estaciones de Vidago y Tâmega de la Línea del Corgo, que entró en servicio el 20 de junio de 1919.
El tramo entre Chaves y Vila Real fue cerrado en 1990.